# Андреас Вазајос
Андреас Вазајос (грч. Ανδρέας Βαζαίος; Атина, 9. мај 1994) грчки је пливач чија специјалност су трке мешовитим и делфин стилом на 100 и 200 метара. Вишеструки је грчки олимпијац, учесник светских и европских првенстава и бивши првак Европе у јуниорској конкуренцији.

## Спортска каријера
Вазајос је на свом дебију на међународној сцени, на Европском јуниорском првенству у Београду 2011, успео да освоји бронзану медаљу у трци на 200 мешовито, а свега месец дана касније на светском првенству у истој узрасној категорији осваја два сребра на 200 мешовито и 200 делфин. Годину дана касније дебитовао је и у сениорским такмичењима учествујући на сениорском првенству Европе, освојио је титулу европског јуниорског првака у дисциплини 100 делфин, а успео је и да се квалификује за наступ на ЛОИ 2012. године.
На својим првим олимпијским играма, у Лондону 2012. Вазајос се такмичио у трци на 200 мешовито у којој је у конкуренцији 36 пливача заузео 26. место у квалификацијама.
Прве медаље у сениорској конкуренцији освојио је на Медитеранским играма 2013. у турском Мерсину, где је освојио сребро у штафети 4×100 мешовито и бронзу на 200 мешовито. На светским првенствима у великим базенима дебитовао је у Казању 2015. ге је успео да се пласира у полуфинале трке на 200 мешовито коју је на крају окончао на укупно 13. позицији (у квалификацијама је испливао пето време).
Током 2016. „окитио” се титулом првака Европе на 200 мешовито, а наступио је и на Олимпијским играма у Рију. У Рију је Вазајос пливао у две дисциплине, на 200 мешовито се пласирао у полуфинале у ком је заузео 11. место, док је као члан штафете на 4×100 мешовито такмичење окончао на 15. месту у квалификацијама.
На Светском првенству 2017. у Будимпешти поново је најбољи резултат остварио на 200 мешовито (9. место). На Медитеранским играма 2018. у Тарагони освојио је укупно три медаље — злато на 200 мешовито, сребро на 4×100 слободно и бронзу на 200 делфин.
Трећи наступ на светским првенствима имао је у Квангџуу 2019 — десето место на 4×100 слободно (заједно са Георгаракисом, Христуом и Голомејевим), 17. место на 200 мешовито и 29. на 100 делфин.